# 洞泉寺 (岐阜県揖斐川町)
洞泉寺（どうせんじ）は、岐阜県揖斐郡揖斐川町小津にある臨済宗妙心寺派の寺院。西美濃三十三霊場13番札所。

## 沿革
創建は不詳であるが元は天台宗寺院で寺号を観音院と称しており、両界山横蔵寺と関係があったとされる。小津の領主小川但馬守がその菩提寺として天文年間に再興するが、小川氏の衰退と共に無住となる。
文禄年間に宝安和尚が臨済宗妙心寺派寺院として再興、渓徳山洞泉寺とした。
旧本堂は寛文11年(1671年)の築造であるが、老朽化により文政3年(1820年)に再建され現在に至っている。

## 末寺
末寺には月光寺、阿弥陀寺、不昧寺や荘厳寺があった。

## 文化財
寺宝として大般若経600巻、十六羅漢像や達磨大師像などの絵画、その他の多くの古文書古書跡が伝わっている。